# Algebarska geometrija
Algebarska geometrija je grana matematike koja razvija geometrijsko pojmovlje i geometrijske metode u izučavanju algebarskih struktura, a posebno (unitalnih) komutativnih asocijativnih algebri. Analitička geometrija zasniva se na korespodenciji između točaka n-dimenzionalnog euklidskog prostora i n-torki realnih brojeva; na sličan način mogu se tzv. homogenim koordinatama koordinatizirati i projektivni prostori. Funkcije čiji su argumenti takve koordinate, indirektno su stoga funkcije točaka početnog prostora. Funkcije možemo množiti i zbrajati po točkama i tako definiramo komutativnu asocijativnu algebru s jedinicom. Obratno, poznavajući tu komutativnu algebru, možemo rekonstruirati prostor. Dakle postoji dualnost između prostora i algebri. Ako radimo s polinomijalnim funkcijama koordinata, tada je prostor koji je određen algebrom funkcija algebarski, u smislu da ne primjenjujemo matematičku analizu u definicijama kao što je slučaj s algebrama glatkih funkcija. 
U algebarskoj geometriji definira se niz tipova prostora koji se lokalno opisuju algebrom koordinata: algebarski varijeteti, algebarske sheme, algebarski prostori, algebarski stogovi, derivirane algebarske sheme, derivirani algebarski stogovi itd.
Algebarski varijeteti (algebarske mnogostrukosti) dijele se na afine, projektivne, kvaziafine i kvaziprojektivne. Varijeteti su bili glavni predmet tzv. klasične algebarske geometrije, tj. problematike nastale prije zasnivanja teorije algebarskih shema u francuskoj matematičkoj školi Alexandra Grothendiecka kojeg smatramo najvećim algebarskim geometrom u povijesti. 
U suvremeno doba razvija se i geometrija koja zasniva nove tipove prostora zasnovane na postuliranoj lokalnoj dualnosti s nekomutativnim algebrama, tzv. nekomutativna algebarska geometrija.